# TVN CNBC

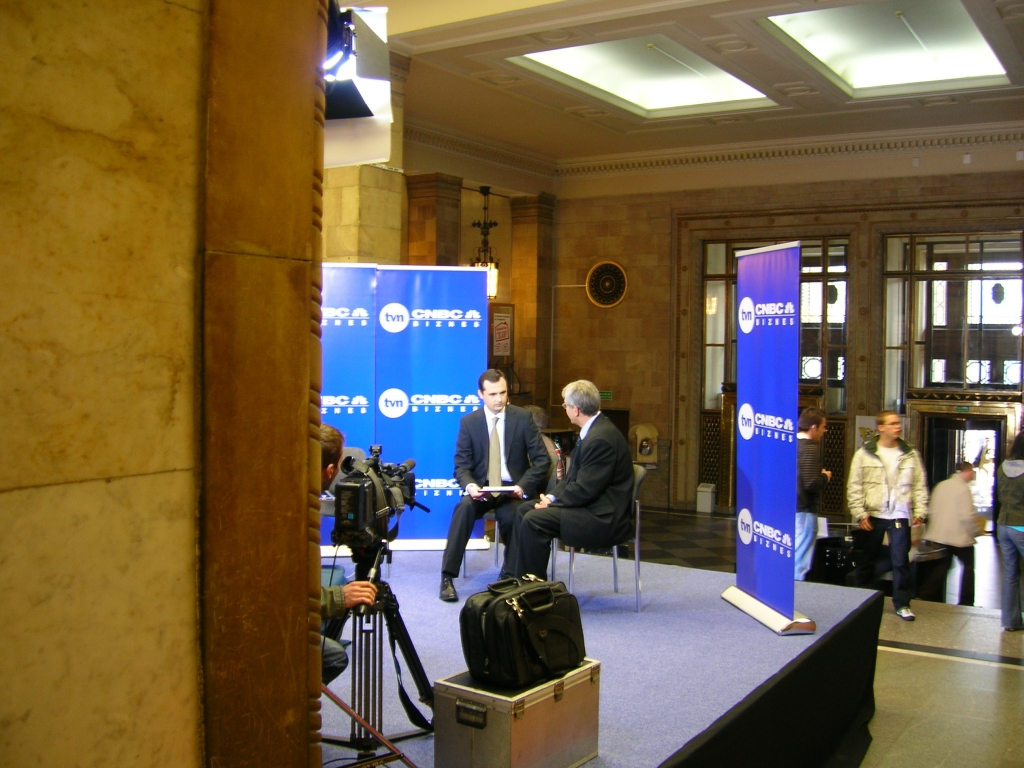
Stoisko TVN CNBC. W tle logotyp TVN CNBC Biznes obowiązujący w latach 2007-2010

TVN CNBC (dawniej TVN CNBC Biznes) – kanał biznesowy działający w latach 2010–2013, należący do Grupy TVN i powstały na bazie redakcji biznesowej TVN24, we współpracy z CNBC Europe, został zastąpiony przez kanał TVN 24 Biznes i Świat. 
Stacją konkurencyjną na rynku polskim był Polsat News 2, należący do Grupy Polsat.

## Historia
Pomysłodawcą, założycielem i pierwszym szefem stacji był Roman Młodkowski (do końca lipca 2013 roku). Od sierpnia 2013 roku szefem stacji był redaktor naczelny TVN24 – Adam Pieczyński.
TVN CNBC był całodobowym kanałem informacyjnym przekazującym informacje biznesowe, ekonomiczne, z zakresu finansów osobistych i konsumenckich. Kanał był wspólnym przedsięwzięciem Grupy TVN i CNBC Europe. Wszystkie programy TVN CNBC skierowane były zarówno do managerów i właścicieli firm, do inwestorów prywatnych i instytucjonalnych, jak i do tych, którzy po prostu interesowali się polską i światową gospodarką. Programy powstawały w ramach codziennej współpracy redakcyjnej i technologicznej TVN CNBC z CNBC.
TVN CNBC dostarczał widzom informacje z międzynarodowych rynków finansowych i z GPW w Warszawie, pokazując na bieżąco to, co dzieje się w gospodarce. Oglądający TVN CNBC inwestorzy mogli reagować na publikowane dane w czasie porównywalnym z inwestorami posługującymi się wyspecjalizowanymi serwisami informacyjnymi (Reuters, Bloomberg). Managerowie natomiast mieli okazję zapoznać się z analizami danych, które właśnie zostały opublikowane. Te same informacje mogły być wykorzystywane również przez osoby prywatne w planowaniu domowych wydatków i inwestycji, a także w szukaniu sposobów ich finansowania. W soboty i niedziele na antenie TVN CNBC relacjonowane były najważniejsze wydarzenia ekonomiczne i gospodarcze, które miały miejsce w minionym tygodniu.
Z końcem 2013 roku zakończona została współpraca z CNBC Europe, przez co od 2014 roku kanał nadaje pod nową nazwą i jego charakter wykracza poza informacje biznesowe. Od 1 stycznia 2014 roku w miejscu TVN CNBC pojawił się nowy kanał TVN24 Biznes i Świat, w którym informacje biznesowe wedle zapowiedzi mają zajmować 40% ramówki. Kanał nadawał w dni robocze w godz. 7:00-2:00, a w weekendy w godz. 8:00-23:00. 13 września 2012 r. kanał zmienił godziny emisji w dni robocze, od tego momentu kanał nadawał w godz. 6:00-3:00. 1 lipca 2013 r. kanał znów zmienił godziny emisji w dni robocze, nadawał w godz. 7:00-1:00.

## Współpraca zCNBC
Kanał biznesowy został uruchomiony przy współpracy Grupy TVN z siecią CNBC, dzięki czemu stacja miała możliwość korzystania z biur CNBC na całym świecie (tj. Londyn, Frankfurt, Mediolan, Bruksela, Paryż, Nowy Jork, Tokio, Dubaj, Singapur, Korea Płd. i RPA). Kanał TVN CNBC korzystał z infrastruktury i zasobów redakcyjnych CNBC Europe, co pozwalało na łączenia na żywo z centrami finansowymi na całym świecie. Polski kanał został połączony z CNBC stałym łączem, co pozwalało na wymianę materiałów. Reporterzy kanału TVN zdawali również relacje dla europejskiego nadawcy. Współpraca z CNBC Europe została zakończona wraz z końcem 2013 roku.

## Programy[3]
- Pieniądze od rana
- Dzień na rynkach – trzygodzinne pasmo na żywo
- Biznes Lunch - popołudniowe rozmowy z gośćmi na tematy biznesowe
- Piąta Godzina - wstępne podsumowanie dnia na rynkach
- TVN CNBC CR - dwugodzinne pasmo na żywo
- Godzina dla pieniędzy – program skierowany jest do tych, którym sprzyja fortuna, by nie przejmowali się, że kołem się toczy, a do tych, którzy jeszcze czekają na jej uśmiech, by wiedzieli jak pilnować majątku, gdy już się pojawi.
- Blajer mówi: Biznes – popołudniowo-wieczorne pasmo dotyczące problematyki finansów osobistych i wydarzeń ekonomicznych
- Fakty, Ludzie, Pieniądze - program emitowany jednocześnie na antenie TVN CNBC i TVN24, tworzony przez dziennikarzy TVN CNBC
- Bilans – program informacyjny. Informacje z gospodarki i jej otoczenia prosto ze studia TVN24.
- 90 minut - publicystyczne podsumowanie dnia

## Prezenterzy i reporterzy
- Pamela Bem-Niedziałek
- Agata Biały-Cholewińska
- Paweł Blajer
- Dominik Cierpioł
- Rafał Hirsch
- Karolina Hytrek-Prosiecka
- Katarzyna Karpa-Świderek
- Łukasz Kijek
- Cezary Królak
- Jan Niedziałek
- Robert Stanilewicz
- Marek Tejchman
- Patrycjusz Wyżga
- Radosław Wróblewski
- Marek Piotr Wójcicki

## Nagrody dla kanału i osób związanych z kanałem
- Bazar 1999 w kategorii „najlepszy magazyn ekonomiczny” dla Romana Młodkowskiego,
- Nagroda Czytelników Gazety Prawnej 2000 dla Romana Młodkowskiego (Fakty ludzie, pieniądze ulubionym programem czytelników gazety),
- Nagroda im. Władysława Grabskiego w kategorii „telewizja” za cykl magazynów Bilans dla Romana Młodkowskiego,
- Bazar 2005 – nagroda Prezesa Krajowej Izby Gospodarczej za magazyn „Firma” dla Romana Młodkowskiego,
- Siła Przedsiębiorczości – wyróżnienie Studenckiego Forum Business Centre Club dla Romana Młodkowskiego za „promowanie przedsiębiorczych postaw w Polsce poprzez cykl programów o tematyce własnej firmy w TVN24",
- Bazar 2006 – nagroda specjalna X Ogólnopolskiego Przeglądu Telewizyjnych Programów Gospodarczych „Bazar” w kategorii publicystyka dla Romana Młodkowskiego,
- Nagroda im. Dariusza Fikusa dla Romana Młodkowskiego w kategorii „twórca mediów”,
- Nagroda Kisiela 2006 w kategorii „publicysta” dla Romana Młodkowskiego,
- Nagroda Grand Press 2006 w kategorii „Dziennikarstwo specjalistyczne” dla Romana Młodkowskiego,
- Nagroda Wektor 2007 przyznana przez Konfederację Pracodawców Polskich za dziennikarską rzetelność, wiedzę i niestrudzoną popularyzację zasad wolnego rynku oraz ekonomicznego rozsądku dla Romana Młodkowskiego,
- Nagroda specjalna BCC „Ostre Pióro 2007” dla Romana Młodkowskiego,
- Honorowa Nagroda im. Władysława Grabskiego przyznana przez Prezesa NBP dla kanału TVN CNBC Biznes,
- W konkursie o Nagrodę im. Władysława Grabskiego Nagrodę Główną otrzymał dziennikarz TVN CNBC Biznes Rafał Hirsch (2008),
- Nagroda Stowarzyszenie Emitentów Giełdowych dla kanału TVN CNBC Biznes za „rzetelny i obiektywny przekaz informacji” oraz „umiejętność informowania o kryzysie bez wzbudzania paniki” (2009),
- Nagroda Prezesa Krajowej Izby Gospodarczej dla Romana Młodkowskiego za tworzenie pierwszego w Polsce kanału telewizyjnego, realizowanego z największą na świecie siecią kanałów informacyjnych o tematyce biznesowej (luty 2009),
- Bazar 2009 dla dziennikarza TVN CNBC Biznes Marka Tejchmana, w kategorii „magazyn ekonomiczny”.